# Philippa Roe
Pour les articles homonymes, voir Roe.
Philippa Marion Roe, baronne Couttie (née le 25 septembre 1962 et morte le 12 décembre 2022) est une femme politique conservatrice britannique, qui est chef du conseil municipal de Westminster de 2012 à 2017. Avant d'entrer dans la vie publique, elle est banquière d'investissement et administratrice de la société de services financiers Citigroup.

## Biographie
Née à Hampstead, elle est une fille de James Roe et Dame Marion Roe. Elle fait ses études à l'Université de St Andrews, et en 1982, elle est la première étudiante en 572 ans à être élue au Sénat de l'Université de St Andrews, l'organe directeur de l'institution. Après avoir quitté l'université, elle commence sa carrière dans l'industrie des relations publiques, rejoignant Burson Marsteller.
Dans les années 1990, elle fait partie d'un panel d'experts du secteur privé consultés par le gouvernement conservateur lors de la mise en place de l'initiative de financement privé et, en 2004, elle est co-auteur d'un rapport intitulé « Reforming the Private Finance Initiative » publié par le Centre d'études politiques.
Mariée à Stephen Couttie, un gestionnaire de fonds, elle abandonne son travail chez Citigroup lorsqu'elle devient la mère de jumeaux, Geneviève et Angus. En 2006, peu de temps après, Roe est élue au conseil municipal de Westminster, représentant le quartier de Knightsbridge et de Belgravia. À cette époque, elle s'est tout juste remise d'un cancer.
Elle est nommée gouverneur de l'Imperial College de Londres et devient en 2008 membre du cabinet de Westminster pour le logement. En mai 2010, Roe est réélue en tant que conseillère, et en juin, elle déclare son soutien à la décision du nouveau gouvernement de coalition de plafonner les allocations de logement à 400 £ par semaine,. En 2011, elle entre au cabinet cabinet Strategic Finance. L'année suivante, elle succède à Colin Barrow en tant que chef du conseil, battant Edward Argar pour la nomination . La même année, elle est présidente du Conseil statutaire de la santé et du bien-être de Westminster. Elle siège également au London Enterprise Panel.
Elle est largement réélue conseillère en 2014, les candidats conservateurs remportant 79,6% des voix. Elle ne s'est pas présentée comme conseillère aux élections de 2018.
En juillet 2015, Roe annonce qu'elle sollicitait la nomination de son parti pour se présenter comme maire de Londres aux élections de mai 2016, mais n'est pas présélectionnée par les conservateurs,.
Elle est faite pair à vie dans les honneurs de démission de David Cameron et est créée baronne Couttie, de Downe dans le comté de Kent, le 5 septembre 2016. Couttie est le nom de famille de son mari Stephen.